# Händene kyrka
Händene kyrka är en kyrkobyggnad som sedan 2006 tillhör Ardala församling (tidigare Händene församling) i Skara stift. Den ligger i kyrkbyn Händene i västra delen av Skara kommun.

## Kyrkobyggnaden
Händene kyrka i romansk stil byggdes på 1100-talet. På 1600-talet gjordes en omfattande om- och tillbyggnad och 1833 tillkom en omfattande restaurering. Koret utvidgades och sakristian byggdes till 1912. 
Efter alla renoveringar är det bara tornet som står oförändrat sedan medeltiden. Det har romanska ljudgluggar med kolonner. 

## Inventarier
- Dopfunten är från medeltiden.
- En madonnaskulptur, tronande i ett altarskåp från 1400-talet, är utförd i ek. Mariafigurens höjd 85 cm och skåpet 117 cm. Ommålad i sen tid.[1]
- I kyrkan finns textilier från 1600-, 1700- och 1800-talen har konserverats av riksantikvarieämbetet.
- Kyrkhandböcker från 1600-talet till nutid finns bevarade.
- I långhuset hänger en gravsten efter överstelöjtnanten och adelsmannen Pehr Gyllenhammar (1681–1757) och hans hustru och kusin Christina Gyllencornet (1675–1647). Ovanför gravstenen hänger vapenskölden för adelsätten Gyllenhammar.[2][3]
- Altartavlan från 1912 föreställande Emmausvandringen är målad av A G Lundblad.

### Orgel
- 1901 byggde Johannes Magnusson, Göteborg en orgel med 5 stämmor.
- Den nuvarande orgeln är placerad på läktaren i väster, byggdes 1953 av Nordfors & Co, Lidköping. Den har elva stämmor fördelade på två manualer och pedal. Den stumma fasaden härstammar från 1901 års orgel.[4] Orgeln är pneumatisk och har en fri kombination.

| Huvudverk I   | Svällverk II      | Pedal      | Koppel   |
| Gedackt 8´    | Rörflöjt 8´       | Subbas 16´ | I/P      |
| Principal 4'  | Salicional 8'     | Oktava 4´  | II/P     |
| Oktava 2'     | Kvintadena 4'     |            | II/I     |
| Mixtur 3 chor | Blockflöjt 2'     |            | II 16'/I |
|               | Oktava 1'         |            | II 4'/I  |
|               | Crescendosvällare |            |          |

### Klockor
Kyrkan har två senmedeltida klockor.
- Storklockan är daterad till 1528 och tillverkad av Bossonska gjuteriet i Stockholm. Den har skriftband runt halsen med ord åtskiljda av små figurer. Den latinska inskriften lyder i svensk översättning: Herrens år 1528 [göts jag]. Helige Johannes, bed för oss! Före inskriften och efter årtalet finns gosshuvuden med mössa och nedhängande lockar. De andra avdelande figurerna är en liten knapp och fyra likarmade kors.
- Lillklockan är till formen tämligen lik den större, men saknar inskrifter. Möjligen kan de båda klockorna vara gjutna samtidigt.

## Bilder

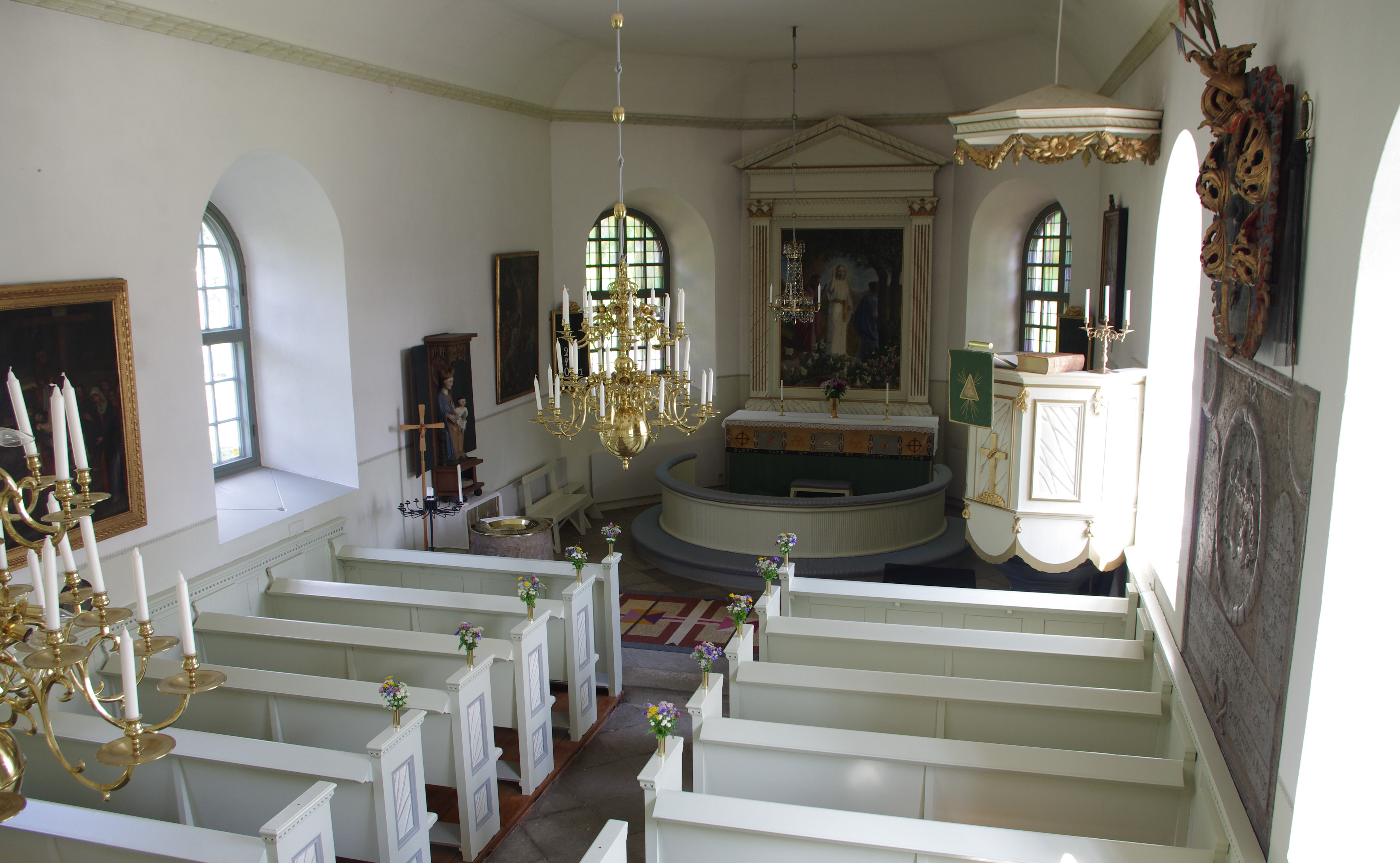
Interiör mot koret.
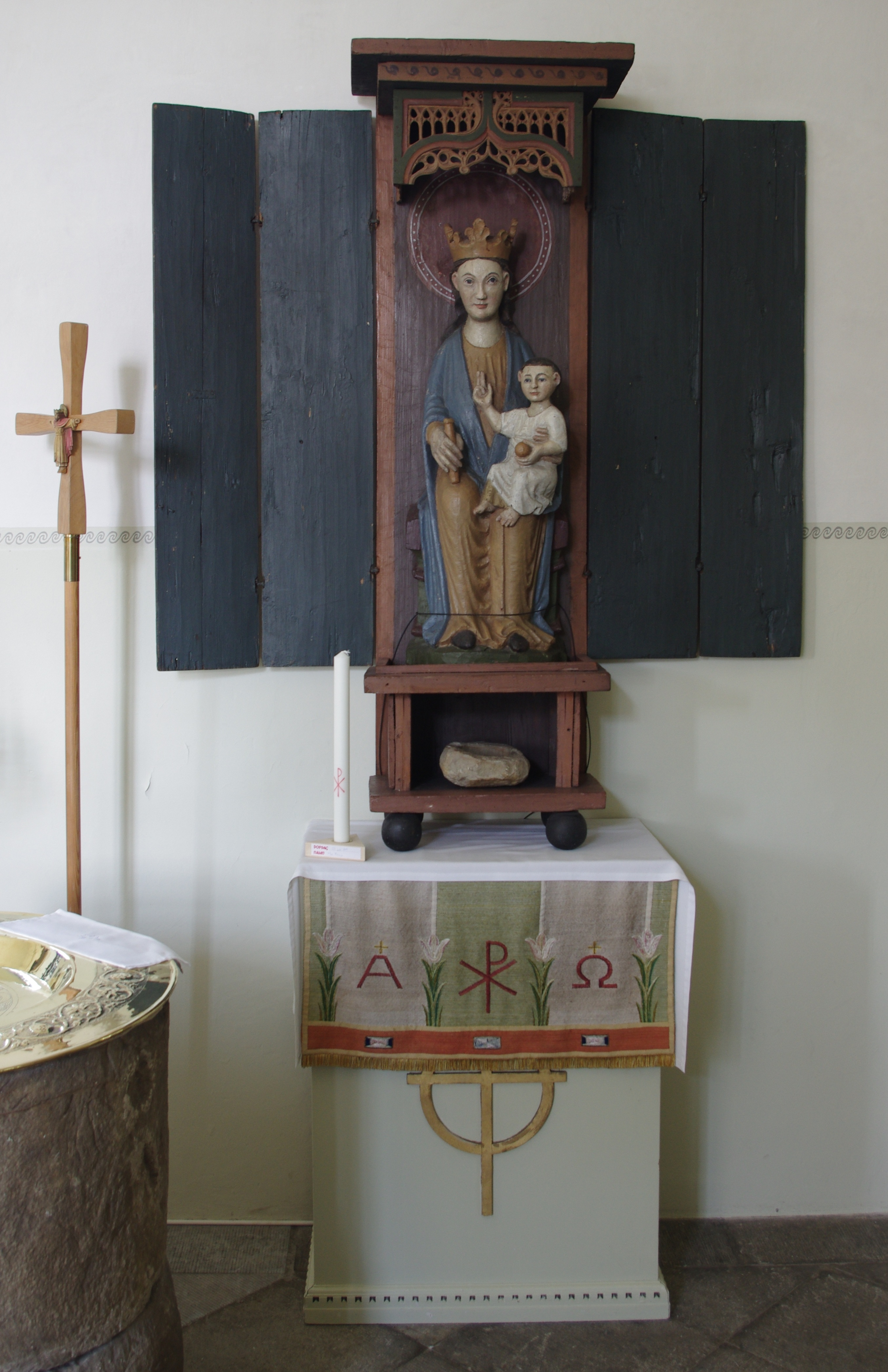
Altarskåpet från senmedeltid.
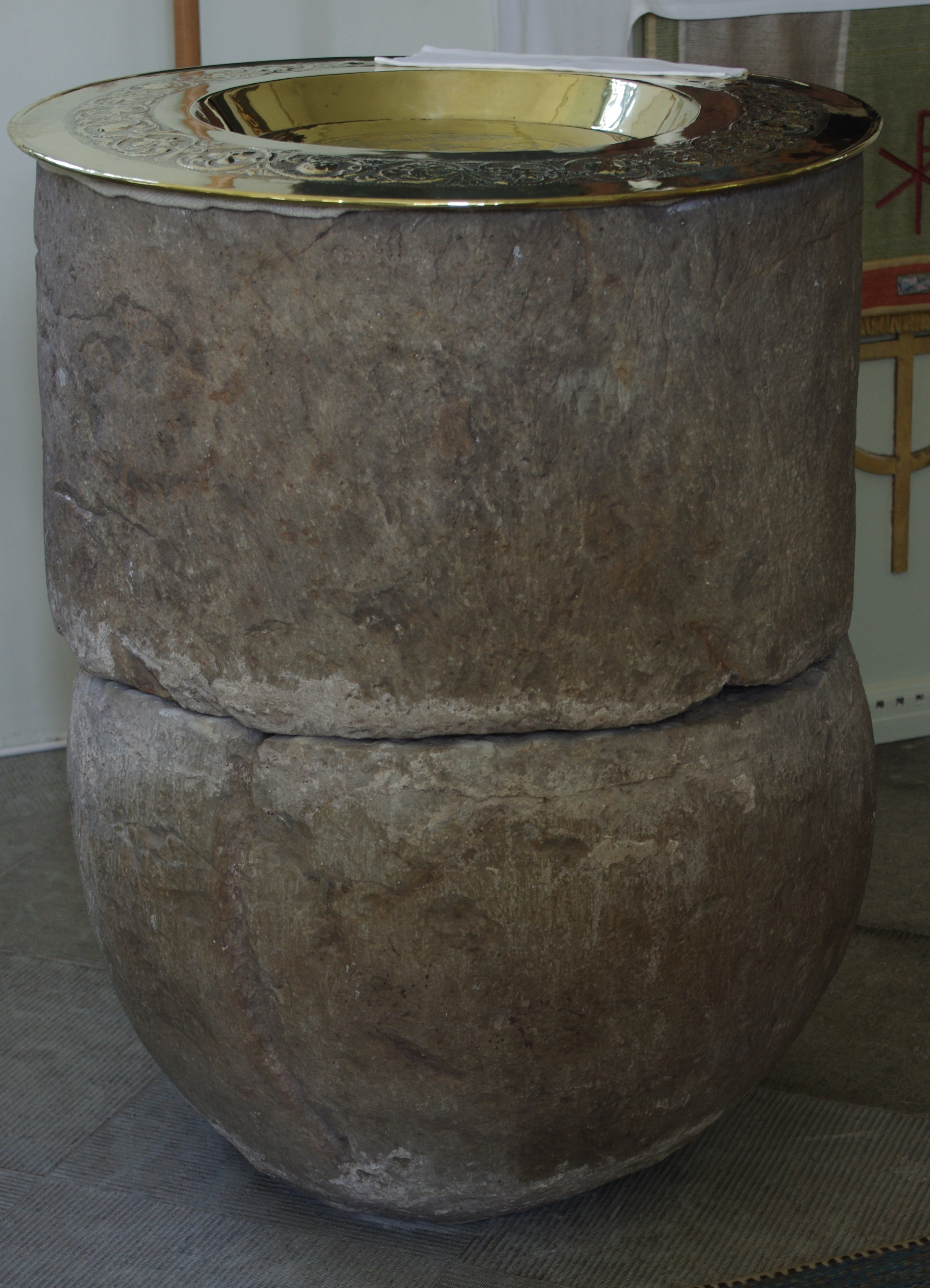
Dopfunten.
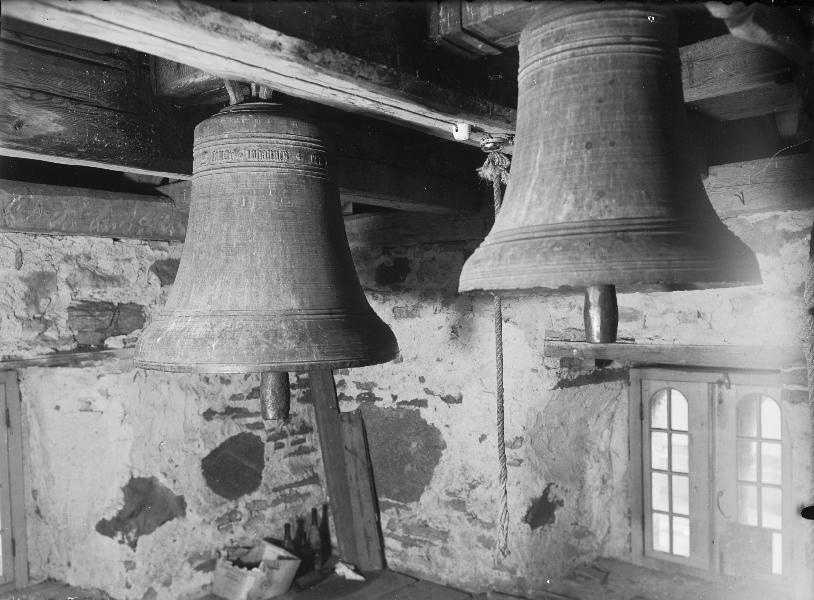
Klockorna.
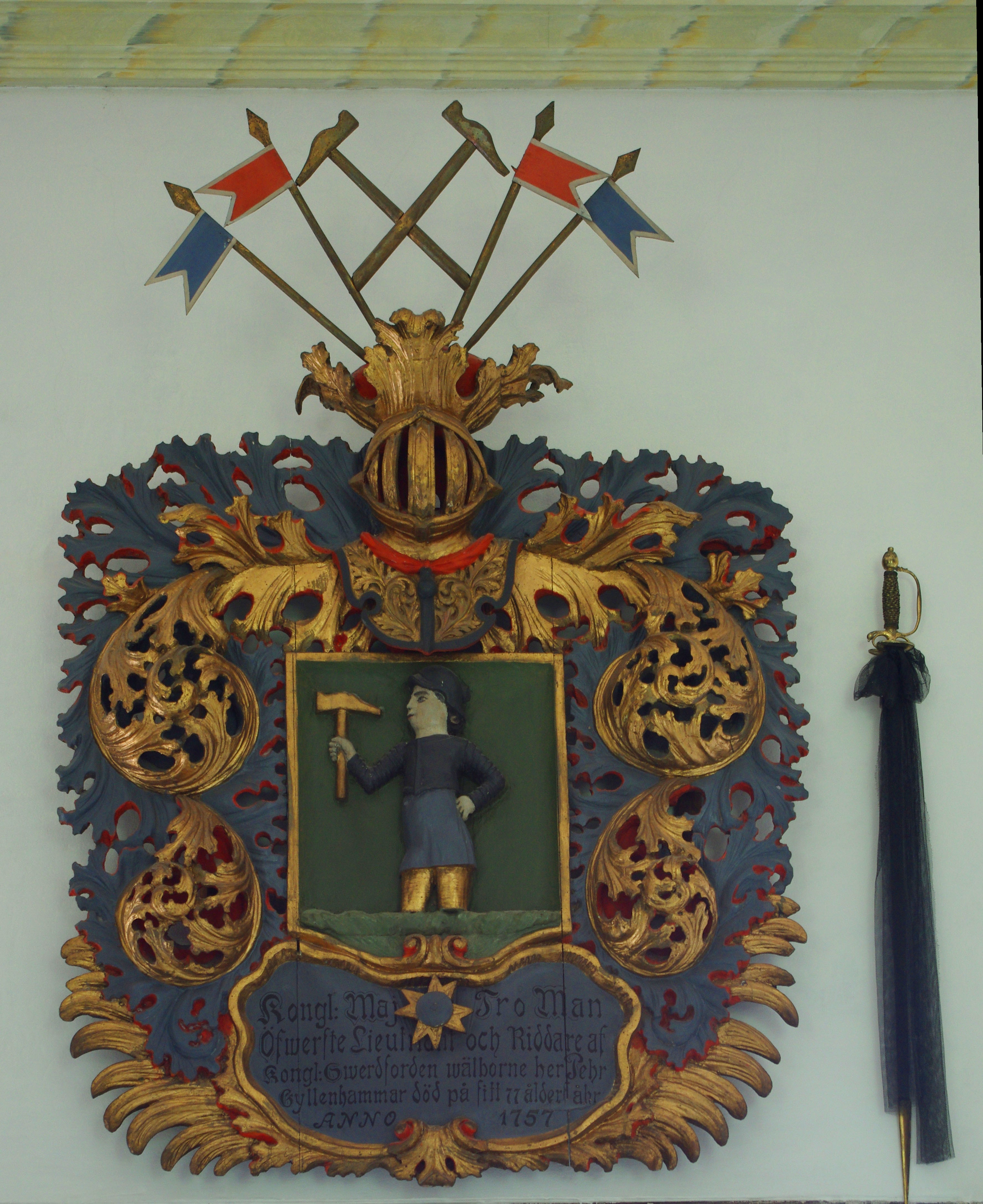
Ätten Gyllenhammars vapensköld i långhuset.
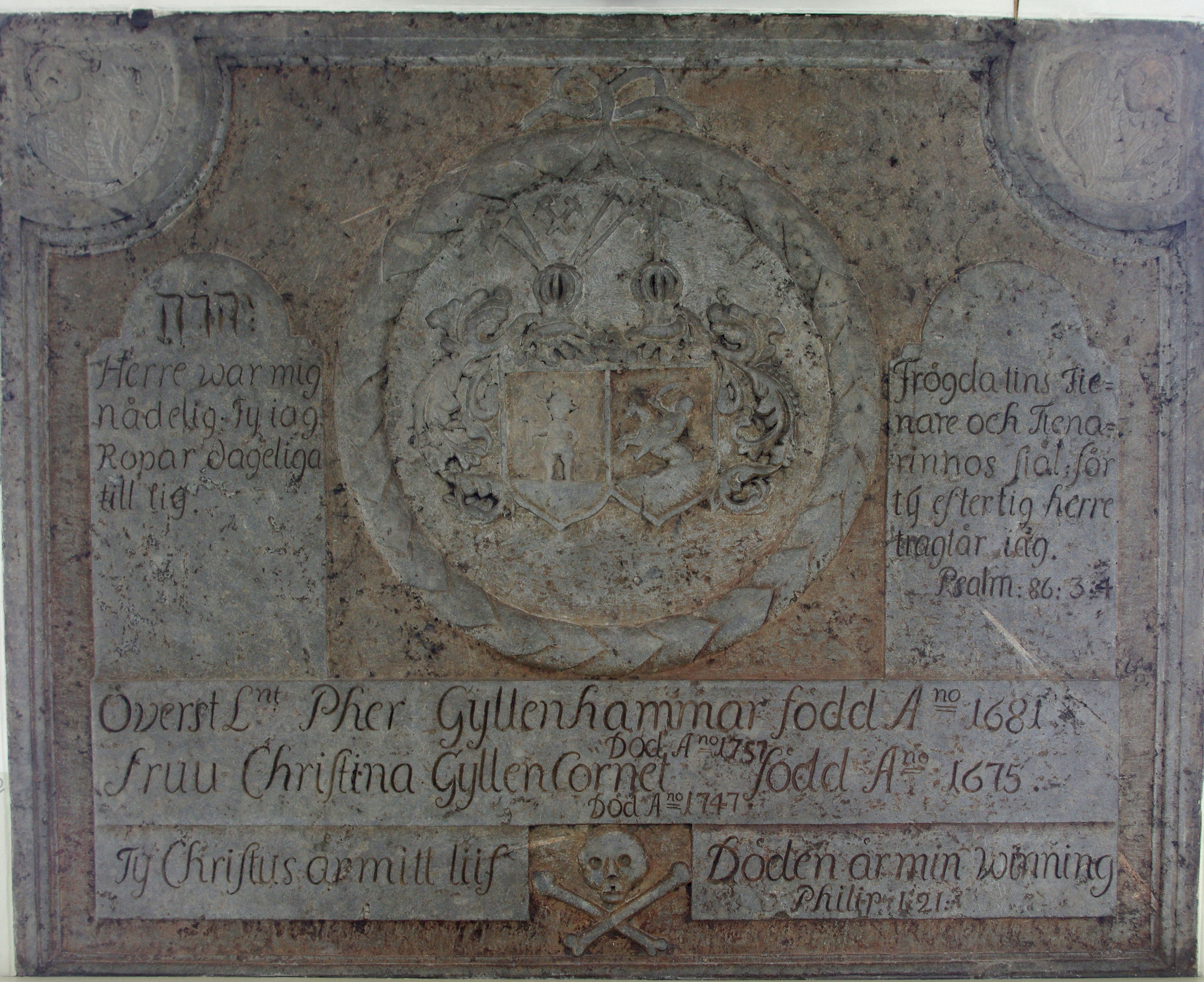
Gravsten efter Pher Gyllenhammar (1681–1757) och Christina Gyllencornet (1675–1647).